# Davidius squarrosus
Davidius squarrosus là loài chuồn chuồn trong họ Gomphidae. Loài này được Zhu mô tả khoa học đầu tiên năm 1991.